# Babankatami
Babankatami (auch: Baban Katami) ist eine Landgemeinde im Departement Bouza in Niger.

## Geographie
Babankatami liegt in der Sahelzone. Die Nachbargemeinden sind Azèye im Norden, Birni Lallé im Nordosten, Adjékoria im Südosten, Karofane im Süden, Bouza im Südwesten und Tabotaki im Westen. Bei den Siedlungen im Gemeindegebiet handelt es sich um 38 Dörfer, 50 Weiler und ein Lager. Der Hauptort der Landgemeinde ist das Dorf Babankatami. Es liegt auf einer Höhe von 509 m. Ein weiteres größeres Dorf ist Mambawa Guidan Tabi.

## Geschichte
Die Landgemeinde Babankatami entstand als Verwaltungseinheit 2002 im Zuge einer landesweiten Verwaltungsreform aus dem nordöstlichen Teil des Kantons Bouza.

## Bevölkerung
Bei der Volkszählung 2012 hatte die Landgemeinde 65.906 Einwohner, die in 8968 Haushalten lebten. Bei der Volkszählung 2001 betrug die Einwohnerzahl 38.479 in 6109 Haushalten.
Im Hauptort lebten bei der Volkszählung 2012 4890 Einwohner in 680 Haushalten.

## Politik
Der Gemeinderat (conseil municipal) hat 18 gewählte Mitglieder. Mit den Kommunalwahlen 2020 sind die Sitze im Gemeinderat wie folgt verteilt: 13 PNDS-Tarayya, 3 MPR-Jamhuriya und 2 MPN-Kiishin Kassa.
Jeweils ein traditioneller Ortsvorsteher (chef traditionnel) steht an der Spitze von 30 Dörfern in der Gemeinde.

## Wirtschaft und Infrastruktur
Die Gemeinde liegt in einer Zone, in der Regenfeldbau betrieben wird. Das staatliche Versorgungszentrum für landwirtschaftliche Betriebsmittel und Materialien (CAIMA) unterhält eine Verkaufsstelle im Hauptort. Im Hauptort ist ein Gesundheitszentrum des Typs Centre de Santé Intégré (CSI) vorhanden. Der CEG Babankatami ist eine allgemein bildende Schule der Sekundarstufe des Typs Collège d’Enseignement Général (CEG). Beim Centre de Formation aux Métiers de Babankatami (CFM Babankatami) handelt es sich um ein Berufsausbildungszentrum.